# Леонов, Олег Александрович (художник)
Олег Александрович Леонов (род. 5 декабря 1959 года) — российский художник, академик Российской академии художеств (2018).

## Биография
Родился 5 декабря 1959 года, живёт и работает в Москве.
В 1990 году — окончил МГАХИ имени В. И. Сурикова, руководитель — И. С. Глазунов, мастерская портрета.
С 1997 года — член Московского Союза художников, с 2017 года — член Творческого союза художников России.
В 2018 году — избран академиком Российской академии художеств от Отделения живописи.
Начальник студии художников имени В. В. Верещагина при МВД Российской Федерации.
Исполняющий обязанности доцента кафедры рисунка в МГАХИ им. В. И. Сурикова, постоянный член приемной комиссии в МГАХИ им. В. И. Сурикова, член экспертно-художественного совета студии художников им. Грекова Министерства Обороны РФ, член экспертного совета по присуждению премии МВД РФ, член экспертного совета конкурса «Доброе слово» МВД РФ.

## Творческая деятельность
Основные произведения: «Портрет П. А. Столыпина», «Академик», «Между боями», «Портрет соседки Эммы», «Слава спецназу», «Нагайцы», «Васильевский спуск», «Вид на набережную Санкт-Петербурга», «Захват», «Время».

## Награды
- Медаль ордена «За заслуги перед Отечеством» II степени (2018)
- Заслуженный художник Российской Федерации (2004)
- Премия МВД Российской Федерации (1998)